# Kanton Cabourg
Der Kanton Cabourg ist seit 1982 ein französischer Wahlkreis im Département Calvados in der Region Normandie. Er umfasst 34 Gemeinden aus den Arrondissement Lisieux, sein bureau centralisateur ist in Cabourg. Im Rahmen der landesweiten Neuordnung der französischen Kantone wurde er im Frühjahr 2015 erheblich erweitert.

## Gemeinden
Der Kanton besteht aus 34 Gemeinden mit insgesamt 30.063 Einwohnern (Stand: 1. Januar 2022) auf einer Gesamtfläche von 221,67 km²:
| Gemeinde                   | Einwohner 1. Januar 2022 | Fläche km² | Dichte Einw./km² | Code INSEE | Postleitzahl |
| -------------------------- | ------------------------ | ---------- | ---------------- | ---------- | ------------ |
| Amfreville                 | 1.373                    | 6,06       | 227              | 14009      | 14860        |
| Angerville                 | 191                      | 3,91       | 49               | 14012      | 14430        |
| Annebault                  | 502                      | 5,54       | 91               | 14016      | 14430        |
| Auberville                 | 603                      | 2,62       | 230              | 14024      | 14640        |
| Basseneville               | 249                      | 10,59      | 24               | 14045      | 14670        |
| Bavent                     | 1.912                    | 18,45      | 104              | 14046      | 14860        |
| Bourgeauville              | 101                      | 6,15       | 16               | 14091      | 14430        |
| Branville                  | 225                      | 6,39       | 35               | 14093      | 14430        |
| Bréville-les-Monts         | 651                      | 4,75       | 137              | 14106      | 14860        |
| Brucourt                   | 128                      | 6,60       | 19               | 14110      | 14160        |
| Cabourg                    | 3.654                    | 5,52       | 662              | 14117      | 14390        |
| Cresseveuille              | 255                      | 5,48       | 47               | 14198      | 14430        |
| Cricqueville-en-Auge       | 184                      | 6,79       | 27               | 14203      | 14430        |
| Danestal                   | 379                      | 6,38       | 59               | 14218      | 14430        |
| Dives-sur-Mer              | 5.129                    | 6,46       | 794              | 14225      | 14160        |
| Douville-en-Auge           | 221                      | 6,17       | 36               | 14227      | 14430        |
| Dozulé                     | 2.279                    | 5,23       | 436              | 14229      | 14430        |
| Gonneville-en-Auge         | 392                      | 4,32       | 91               | 14306      | 14810        |
| Gonneville-sur-Mer         | 652                      | 12,38      | 53               | 14305      | 14510        |
| Goustranville              | 327                      | 10,35      | 32               | 14308      | 14430        |
| Grangues                   | 289                      | 6,61       | 44               | 14316      | 14160        |
| Hérouvillette              | 1.353                    | 4,00       | 338              | 14328      | 14850        |
| Heuland                    | 137                      | 3,02       | 45               | 14329      | 14430        |
| Houlgate                   | 1.657                    | 4,69       | 353              | 14338      | 14510        |
| Merville-Franceville-Plage | 2.222                    | 10,42      | 213              | 14409      | 14810        |
| Périers-en-Auge            | 121                      | 5,09       | 24               | 14494      | 14160        |
| Petiville                  | 559                      | 2,89       | 193              | 14499      | 14390        |
| Putot-en-Auge              | 311                      | 6,58       | 47               | 14524      | 14430        |
| Ranville                   | 2.055                    | 8,42       | 244              | 14530      | 14860        |
| Saint-Jouin                | 280                      | 5,03       | 56               | 14598      | 14430        |
| Saint-Léger-Dubosq         | 239                      | 4,06       | 59               | 14606      | 14430        |
| Saint-Vaast-en-Auge        | 115                      | 2,98       | 39               | 14660      | 14640        |
| Sallenelles                | 290                      | 1,25       | 232              | 14665      | 14121        |
| Varaville                  | 1.028                    | 16,49      | 62               | 14724      | 14390        |
| Kanton Cabourg             | 30.063                   | 221,67     | 136              | 1404       | –            |

## Bevölkerungsentwicklung
| 1962   | 1968   | 1975   | 1982   | 1990   | 1999   | 2006   | 2011   |
| ------ | ------ | ------ | ------ | ------ | ------ | ------ | ------ |
| 13.737 | 15.047 | 16.189 | 16.552 | 18.663 | 20.159 | 20.655 | 20.612 |

## Geschichte
Der Kanton wurde am 4. März 1790 im Zuge der Einrichtung der Départements als Teil des damaligen „Distrikts Caen“ gegründet. Mit der Schaffung der Arrondissements am 17. Februar 1800 wurde der Kanton als Teil des damaligen Arrondissements Caen neu zugeschnitten.
Bis zur landesweiten Neuordnung der französischen Kantone im März 2015 gehörten zum Kanton Cabourg die 13 Gemeinden Amfreville, Bavent, Bréville-les-Monts, Cabourg, Colombelles, Escoville, Gonneville-en-Auge, Hérouvillette, Merville-Franceville-Plage, Petiville, Ranville, Sallenelles und Varaville. Sein Zuschnitt entsprach einer Fläche von 94,89 km2. Er besaß vor 2015 den INSEE-Code 1447.
Der alte Kanton entsprach einer Fläche von 94,89 km2.

## Politik
| Vertreter im Departementrat | Vertreter im Departementrat      | Vertreter im Departementrat |
| Amtszeit                    | Namen                            | Partei                      |
| --------------------------- | -------------------------------- | --------------------------- |
| 2008–2015                   | Xavier Madeleine                 | PS                          |
| 2015–                       | Olivier Colin Béatrice Guillaume | UD                          |